# Galaxie pitică sferoidală

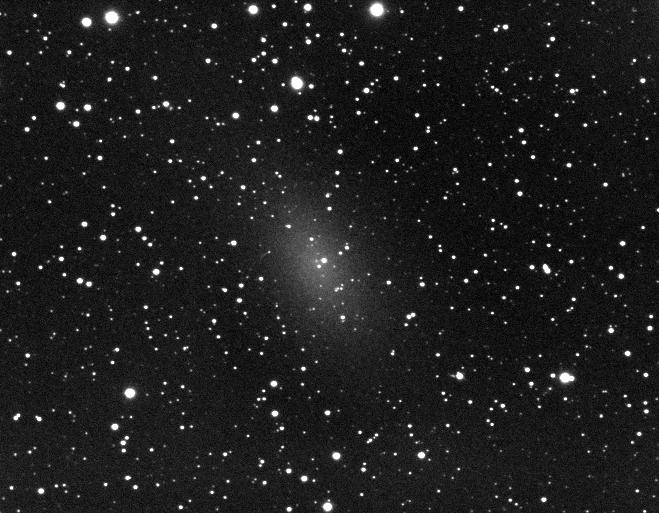
NGC 147, o galaxie pitică sferoidală din Grupul Local.

O galaxie este clasificată sferoidală pitică dacă stelele sale primesc o distribuție spațială mai mult sau mai puțin  sferică și de talie mică, adică este constituită din câteva milioane până la câteva sute de milioane de stele.
Aceste mici galaxii reprezintă majoritatea galaxiilor din Grupul Local și gravitează în vecinătatea Galaxiei Noastre. Cei doi Nori ai lui Magellan sunt și ei galaxii ale Grupului Local, însă sunt neregulate. Diametrul lor unghiular este de circa 30 de minute de arc, iar stelele lor pot fi reperate individual mulțumită apropierii de Calea Lactee.
Cele mai multe dintre aceste galaxii pitice sferoidale sunt obiecte foarte vechi, care au evoluat puțin, adică au avut foarte puține generații de populații stelare. Stelele lor sunt, prin urmare, sărace în metale și prezintă caracteristici similare celor din roiurile globulare. Se află la câțiva kiloparseci de Soarele nostru. Câteva exemple: Sculptor, Cuptorul, Leul I și Leul II, Dragonul, Carena, Boarul. Originea lor este dezbătută: sunt roade ale distrugerilor provocate de coliziuni între galaxii uriașe care au dat naștere Galaxiei Noastre sau sunt formate individual în epoca de creare a Galaxiei din fragmentarea norului protogalactic.